# Nazaré (Portogallo)
Nazaré (nɐzɐ'ɾɛ) è un comune facente parte della subregione di Ovest, in Estremadura portoghese. Si estende per un totale di 80,49 km² e al censimento del 2011 contava 15 158 abitanti.
La città è una nota località balneare sulla cosiddetta Costa d'argento (Costa da Prata) ed è suddivisa in tre nuclei: Praia (lungo la spiaggia sabbiosa), Sitio (vecchio villaggio sul promontorio) e Pederneira (altro vecchio villaggio). Sui 90 metri di dislivello tra Praia e Sitio è stata realizzata la funicolare di Nazaré.

## Storia
In origine antico villaggio di pescatori, è divenuto celebre meta turistica grazie alla sua posizione favorevole che lo pone a metà strada tra l'oceano e il clima di collina.
La leggenda vuole che nel IV secolo d.C. sia stata donata a questo villaggio una statua di Maria, madre di Gesù di Nazaret, da cui deriva il nome.

## Città e peculiarità
Il centro balneare è situato in un'ampia baia tra due promontori elevati ed è essenzialmente composto da una spiaggia sabbiosa affacciata sull'oceano Atlantico.
I famosi costumi tradizionali, un tempo usati dagli abitanti nella vita quotidiana, adesso sono indossati soltanto in occasione di festività particolari.
Caratteristico della zona è il porticciolo, dov'è possibile vedere le barche variopinte dei pescatori.
Il quartiere di più antica formazione è Pederneira, sulla lingua di terra che domina da meridione la cittadina, dove nacque il primo insediamento di pescatori. Più a nord vi è Praia, di fronte alla spiaggia. Moderna, con un reticolo ortogonale di viali e strade, è il centro della vita cittadina. Sul promontorio a picco sull'oceano in posizione dominante sulla baia c'è il quartiere Sitio, raggiungibile anche con una funicolare da Praia, ove si trova il famoso Santuario di Nossa Senhora de Nazaré.
Nazaré è conosciuta perlopiù nell'ambito del surf poiché, a causa di un lungo e profondo canyon sottomarino sfociante in prossimità dell'abitato, vi si formano onde considerate le più alte del mondo. La cittadina detiene il record mondiale dell'onda più alta mai cavalcata nella storia dell'uomo. Il surfista Sebastian Steudtner, 31 anni, tedesco ha cavalcato l'11 febbraio 2017 un'onda alta 25 metri battendo il surfista Carlos Burle, 46 anni, brasiliano che lunedì 28 ottobre 2013, a Praia do Norte, vicino alla cittadina portoghese, aveva cavalcato un'onda di 24 metri battendo a sua volta il precedente record dell'hawaiano Garrett McNamara, che nel novembre 2011 aveva cavalcato un'onda di circa 22 metri.

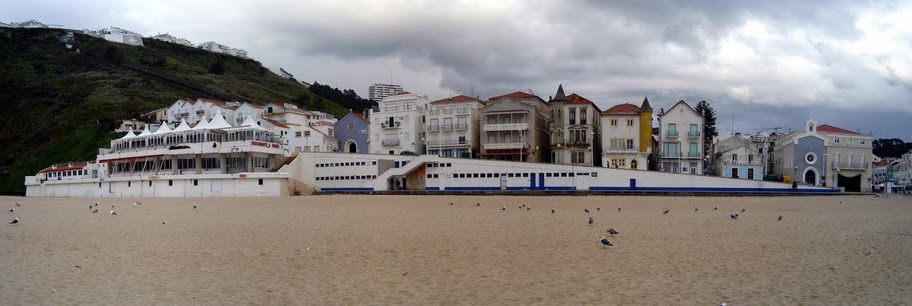

## Freguesias
- Famalicão
- Nazaré
- Valado dos Frades